# ГЕС Хартвелл
ГЕС Хартвелл — гідроелектростанція на межі штатів Південна Кароліна та Джорджія (Сполучені Штати Америки). Знаходячись перед ГЕС Richard B. Russell, становить верхній ступінь каскаду на річці Саванна, яка дренує східний схил Аппалачів та впадає до Атлантичного океану біля міста Саванна. При цьому вище по сточищу працюють ГЕС Yonah (22 МВт, на Тугалу — правій твірній Саванни) та ГЕС Keowee (у сточищі Сінеки — лівого витоку Саванни).
В межах проекту долину річки перекрили комбінованою греблею висотою 69 метрів та довжиною 5441 метр, яка включає центральну бетонну частину довжиною 579 метрів та бічні земляні ділянки. Під час її спорудження використали 746 тис. м3 бетону і 3,3 млн м3 ґрунту (крім того, провели екскавацію 4,3 млн м3 порід). Гребля утримує водосховище, витягнуте по долині Саванни на 11 км з двома великими затоками у нижніх течіях Тугалу та Сінеки, котрі мають довжину 79 км та 72 км відповідно. Площа поверхні резервуару сягає 226 км2 при об'ємі до 3,5 млрд м3, з яких 0,36 млрд м3 зарезервовані для протиповеневих заходів. Враховуючи коливання рівня у операційному режимі між позначками 191 та 201 метр НРМ корисний об'єм становить 1,75 млрд м3.
Через водоводи діаметром по 7,3 метра ресурс подається до пригреблевого машинного залу,  обладнаного п'ятьма турбінами типу Френсіс. Чотири з них, встановлені у 1962 році, первісно мали потужність по 66 МВт, яка в подальшому була збільшена до 85 МВт. П'ятий гідроагрегат з турбіною потужністю 80 МВт додали у 1983-му. Обладнання використовує напір від 43 до 59 метрів та забезпечує виробництво 468 млн кВт-год електроенергії на рік.
Видача продукції відбувається по ЛЕП, розрахованій на роботу під напругою 230 кВ.